# Liste der Kulturdenkmäler in Kolverath
In der Liste der Kulturdenkmäler in Kolverath sind alle Kulturdenkmäler der rheinland-pfälzischen Ortsgemeinde Kolverath aufgeführt. Grundlage ist die Denkmalliste des Landes Rheinland-Pfalz (Stand: 17. Juli 2023).

## Einzeldenkmäler
| Bezeichnung                            | Lage                | Baujahr | Beschreibung                     | Bild                           |
| -------------------------------------- | ------------------- | ------- | -------------------------------- | ------------------------------ |
| Katholische Filialkirche St. Apollonia | Hauptstraße Lage    | 1775    | kleiner Saalbau, bezeichnet 1775 | weitere Bilder Fotos hochladen |
| Streckhof                              | Hauptstraße 12 Lage | 1878    | Streckhof, bezeichnet 1878       | BW                             |